# Trollkarlens första regel
Trollkarlens första regel är en fantasyroman av författaren Terry Goodkind. Boken utgör den andra boken i bokserien Sanningens svärd och den andra halvan av dess engelska motsvarighet, Wizard's First Rule.